# Eduard Omedes Regàs
Eduard Omedes Regàs (Barcelona, 26 d'abril de 1954) és un fotoperiodista esportiu català.
Fill de Rosa Regás, la seva trajectòria professional va començar l'any 1976 amb diverses col·laboracions a Diario de Barcelona, Revista Mundo i també a Mundo Diario fins a la seva desaparició l'any 1980. Des de l'any 1982 va treballar al diari esportiu Mundo Deportivo, des del qual va seguir principalment l'activitat del Futbol Club Barcelona, i va cobrir Mundials i Europeus de futbol, i Jocs Olímpics, tant d'hivern com d'estiu. També ha col·laborat en diferents llibres.